# مدرسة التمريض في مستشفى أيوب التعليمي
مدرسة التمريض في مستشفى أيوب التعليمي تقع في أبوت آباد، خيبر بختونخوا في باكستان. هي وحدة تعليم التمريض التابعة لكلية أيوب للطب، معظم التدريس والتدريب يحدث في مستشفى أيوب التعليمي. تقدم المدرسة لطلابها شهادة بكالوريوس في علوم التمريض، وهي درجة أكاديمية في علوم ومبادئ التمريض مدتها أربع سنوات، تُمنح من قبل مجلس التمريض الباكستاني. تهيئ الكلية ممرضات بدور مهني محترف مع الدورات الدراسية في علوم التمريض وأبحاث التمريض ومعلوماتية التمريض. والهدف من ذلك هو تدريب الممرضات والقابلات الصحيات وزوار التمريض والممرضين المساعدين على رعاية الأفراد والأسر والمجتمعات. المدرسة تعمل تحت إشراف أكاديمية خيبر باختونخوا للخدمات الصحية.

## وصلات خارجية
- كلية أيوب للطب
- موقع خريجي كلية أيوب